# Hals (plaats)
Hals is een plaats in Denemarken met 2479 inwoners (2006). Hals ligt aan de noordkant van het Limfjord bij de uitmonding in het Kattegat. Er is een kleine jachthaven die het hele jaar open blijft.
Tot 2007 was Hals de zetel van de voormalige gelijknamige gemeente.

## Geboren
- Lotte Munk (1969), actrice
- Søren W. Johansson (1971), atleet

- Gemeinsame Normdatei: 4794534-5
- Library of Congress Control Number: n84159441
- Nationale Bibliotheek van Tsjechië: xx0120051
- Nationale Bibliotheek van Israël: 987007539035705171
- Virtual International Authority File: 131402182